# Гадяцкий полк
Гадяцкий (Гадячский) полк — военно-административная единица Гетманщины со столицей в Гадяче. Полк был основан в 1648 году, несколько раз расформировывался и окончательно упразднен в 1782 году.

## История

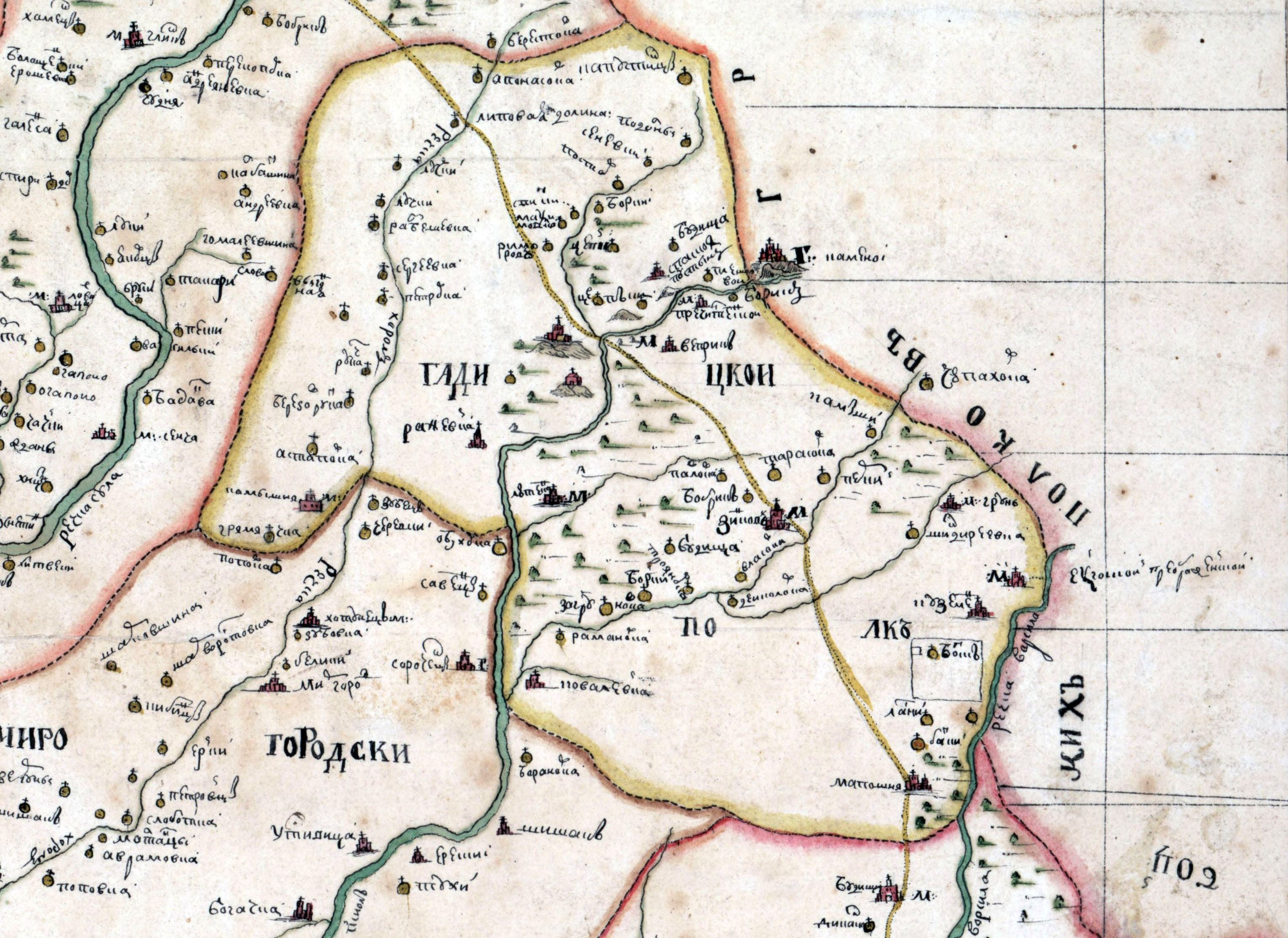
Гадяцкий полк в середине XVIII века

Сформированный в 1648 году, Гадячский полк уже в 1649 году по Зборовскому договору был расформирован, сотни полка были переданы Полтавскому полку, а на территории полка создано Гадячское староство в собственности гетмана Войска Запорожского. В 1658 году полк был восстановлен, но находился в подчинении миргородских полковников. В 1660 году Гадячское староство было ликвидировано, а его территорию разделили между Миргородским и Зеньковским полками. В 1672 году полковой центр Зеньковского полка был перенесен в Гадяч и полку возвращено прежнее название.
По ревизии 1764 года в полку состояли: 21 сотня, 11 городов, 982 сел и хуторов. В полку было 21 986 выборных казаков.

## Полковники
Полковники Гадячского полка:
1. Хмеленко, Иеремия (1648)
2. Бурлей, Кондрат Дмитриевич (1648—1649)
3. Апостол, Павел Ефремович (1656—1660)
4. Белаш, Гавриил (1660)
5. Крыницкий, Фёдор Михайлович (1678—1687)
6. Матвиенко, Гаврила — наказной полковник в 1688.
7. Борухович, Михаил Андреевич (1687—1704)
8. Вечерко, Ефим — наказной полковник в 1690.
9. Корицкий, Роман — наказной полковник 1702.
10. Трощинский, Степан (1704—1708).
11. Велецкий, Василий Иосифович — наказной полковник в 1705.
12. Черныш, Иван (1709—1715).
13. Моцарский, Авраам — наказной полковник в 1711.
14. Милорадович, Михаил Ильич (1715—1726).
15. Велецкий, Василий Васильевич — наказной полковник в 1723—1724.
16. Грабянка, Григорий Иванович — наказной полковник в 1723 и 1728.
17. Штишевский, Мартын — наказной полковник в 1724.
18. Милорадович, Гавриил Ильич (1727—1729).
19. Грабянка, Григорий Иванович (1729—1738).
20. Велецкий, Василий — наказной полковник в 1731.
21. Галецкий, Пётр Семёнович (1738—1754).
22. Родзянко, Иван Васильевич (1749—1757).
23. Разумовский, Василий Иванович (1755—1762).
24. Кржижановский, Антон Степанович (1762—1772).
25. Горленко, Андрей — наказной полковник в 1765.
26. Галецкий, Петр — наказной полковник в 1772.
27. Тарновский, Иван Данилович (1772—1777).
28. Мартос, Андрей Яковлевич — наказной полковник в 1775.
29. Милорадович, Семён Иванович (1777—1779).
30. Пламенец, Радион Степанович (1779—1782).